# 11-я истребительная авиационная дивизия (Югославия)
11-я истребительная авиационная дивизия НОАЮ (сербохорв. 11. (jеданаеста) ваздухопловна ловачка дивизија НОВЈ / 11. (jedanaesta) vazduhoplovna lovačka divizija NOVJ), с 1948 года 29-я авиационная дивизия (сербохорв. 29. vazduhoplovna divizija / 29. ваздухопловна дивизија) — авиационное воинское формирование Народно-освободительной армии Югославии.

## Образование
Дивизия предназначалась в первую очередь для защиты боевых действий штурмовой авиации, защиты аэродромов и борьбы со вражеской авиацией. Формировалась и проходила становление с 29 декабря 1944 в Нови-Саде в составе авиагруппы генерал-майора Витрука. Состояла из трёх истребительных авиационных полков (111-го, 112-го и 113-го), роты связи, мобильной  радиостанции и тренажёрного истребительного комплекса. Численность дивизии составляла 987 человек: 112 старших офицеров, 250 младших офицеров и 625 солдат, в том числе 136 пилотов и 647 техников. На вооружении было 115 истребителей типа Як-1.
Личный состав дивизии проходил подготовку в 236-й истребительной авиационной дивизии.

## В годы войны

### Боевой путь
Части дивизии базировались за годы войны в следующих пунктах:
- Штаб с силами резерва до 27 марта базировался в Руме, с 27 марта по 3 мая в Бачком-Брестовце, с 3 по 15 мая в Мадьярмечке.
- 111-й авиационный полк до 28 марта базировался в Нови-Саде, а с 28 марта по 25 мая в Сомборе.
- 112-й авиационный полк до 10 марта базировался в Великих-Радинцах (одна эскадрилья в Земуне), с 10 по 29 марта в Надале, с 29 марта по 4 мая в Кленаке, с 4 по 14 мая в Мадьярмечке.
- 113-й авиационный полк до 17 марта базировался в Руме, а после в Бачком-Брестовце.

Боевые вылеты лётчиков дивизии начались в группах с советскими пилотами с 17 января 1945 года с целью поддержки с воздуха действий сухопутных частей 1-й армии в районе городов Вуковар, Чаково, Винковци, Жупань, Брчко и Биелина. С февраля дивизия поддерживала силы 2-й армии, подвергая атакам линию коммуникаций Власеница-Зворник-Биелина, которую обороняли силы 91-го армейского корпуса. С 6 по 21 марта пилоты дивизии участвовали в ликвидации немецкого плацдарма на левом берегу Дравы севернее населённых пунктов Дони-Михоляц и Валпово. Совместно с 42-й штурмовой авиадивизией участвовала в прорыве Сремского фронта и завершающих операциях по освобождению Югославии.

### Статистика
За всю войну пилоты дивизии совершили 3464 боевых вылета. Благодаря их стараниям были сбиты три самолёта противника, уничтожены 87 зенитных и 45 полевых орудий, 36 локомотивов и 200 вагонов разнообразных поездов, 1000 автомашин. Бомбардировщики потопили 4 баржи, взорвали 12 магазинов и складов, также после их налётов произошло около 75 пожаров на базах вермахта.

## После войны
3 августа 1945 года 11-я истребительная авиационная дивизия была преобразована в 1-ю смешанную авиационную дивизию со штабом в Скопье, а с 1948 года носила имя 29-й штурмовой авиационной дивизии (с 1953 года — истребительно-бомбардировочная). 27 июня 1959 года расформирована по плану «Дрвар» о реорганизации ВВС Югославии.

## Подчинение
- Авиагруппа генерал-майора Витрука, Группа авиационных дивизий (1944—1945)
- Командование ВВС ЮНА (1945—1953)
- 7-й авиационный корпус[англ.] (1953—1959)

## Предыдущие наименования
- 11-я истребительная авиационная дивизия (1944—1945)
- 1-я смешанная авиационная дивизия (1945—1947)
- 1-я штурмовая авиационная дивизия (1947—1948)
- 29-я штурмовая авиационная дивизия (1948—1954)
- 29-я истребительно-бомбардировочная авиационная дивизия (1954—1959)

## Структура

### 1944—1945
11-я истребительная авиационная дивизия
- 111-й истребительный авиационный полк
- 112-й истребительный авиационный полк[англ.]
- 113-й истребительный авиационный полк

### 1945
11-я истребительная авиационная дивизия
- 111-й истребительный авиационный полк
- 113-й истребительный авиационный полк
- 421-й штурмовой авиационный полк
- 554-й штурмовой авиационный полк[англ.]

### 1945—1947
1-я смешанная авиационная дивизия
- 111-й истребительный авиационный полк
- 554-й штурмовой авиационный полк[англ.]

### 1947—1948
1-я штурмовая авиационная дивизия
- 554-й штурмовой авиационный полк[англ.]

### 1948—1959
29-я штурмовая (истребительно-бомбардировочная) авиационная дивизия
- Учебная эскадрилья (1953—1959)
- 81-й штурмовой авиационный полк[англ.]
- 107-й смешанный авиационный полк
- 150-й истребительно-бомбардировочный авиационный полк[англ.] (1952—1958)
- 161-я авиабаза (1953—1959)

## Авиабазы
- Рума (1944—1945)
- Скопье (1945—1947)
- Ниш (1947—1959)

## Командование дивизии

### Командиры
- Полковник Арсение Болевич[4]
- Подполковник Мирко Шчепанович (убит при попытке пересечь границу с Албанией)[5]
- Подполковник Илия Зеленика[5]
- Полковник Энвер Чемалович[5]

### Политические комиссары
- Подполковник Любиша Чургуз[4]
- Полковник Драгоман Радойчич[5]